# باشگاه ورزشی پالستینو
باشگاه ورزشی پالستینو (انگلیسی: Club Deportivo Palestino) یک باشگاه فوتبال حرفه ای مستقر در شهر سانتیاگو، شیلی است. این باشگاه در سال ۱۹۲۰ تأسیس شد و در لیگ برتر فوتبال شیلی بازی می‌کند. آنها بازی‌های خانگی خود را در استادیوم مانیسیپال د لا سیسترنا انجام می‌دهند که ظرفیت تقریباً ۸۰۰۰ صندلی دارد.